# Западина Бентлі
Западина Бентлі — одна з найглибших западин на Землі, не заповнених рідкою водою. Знаходиться в землі Мері Берд у Західній Антарктиді.

## Географія
Найнижча точка западини розташована на глибині 2540 м нижче рівня моря, за іншими джерелами — 2496 м і навіть — 2555 м.
Западина була відкрита в 1961 році американським гляціологом, геофізиком і дослідником Антарктиди Чарльзом Бентлі і названа на його честь. Вона заповнена льодом.
У 2016 році, під льодовиковою западиною Бентлі та вулканом Сідлей було виявлено кілька гарячих аномалій.